# Catherine Crowe
Catherine Stevens, nota al pubblico come Catherine Crowe (Borough Green, 20 settembre 1790 – Folkestone, 14 giugno 1872), è stata una scrittrice britannica di romanzi gialli, libri per bambini e opere teatrali.

## Biografia
Catherine Ann Crowe, il cui nome da nubile era Catherine Ann Stevens, nacque a Borough Green nel Kent ed ebbe un'istruzione domestica. Nel 1822 sposò un ufficiale dell'esercito, il tenente colonnello John Crowe (1783-1860), con il quale andò a vivere a Edimburgo.  Dopo essersi separata dal marito nel 1838, prese parte a circoli letterari: ebbe molti amici scrittori tra i quali Francis Jeffrey, Thomas De Quincey, Harriet Martineau e W. M. Thackeray.
Dopo il 1852 visse perlopiù a Londra e all'estero. Verso la fine della sua vita iniziò a presentare sintomi di insanità mentale e fu per questo ricoverata.  La sua produzione letteraria divenne meno consistente e la sua fortuna ebbe un declino. Nel 1871 si trasferì a Folkestone, dove morì l'anno seguente.

## Produzione letteraria
Le due opere teatrali di Catherine Crowe trattano di argomenti storici, ma in esse si riscontrano anche le influenze di esperienze personali. Nel 1838 fu pubblicata in forma anonima la tragedia in versi intitolata Aristodemus, che descrive il fallimento come conseguenza delle esagerate emozioni umane dei protagonisti, il generale messenico Aristodemo e sua moglie Laodamia. Quest'opera non fu mai rappresentata, al contrario del melodramma del 1853, The Cruel Kindness, che narra dei tentativi di un dispotico duca di controllare la sua famiglia; quest'opera teatrale, ambientata nell'epoca del Rinascimento italiano, fu messa in scena nell'Haymarket Theatre per una breve stagione nel corso del 1853.
Il romanzo che ebbe maggiore successo fu The Adventures of Susan Hopley (1841), al quale seguirono Men and Women (1844), The Story of Lily Dawson (1847), The Adventures of a Beauty (1852) e Linny Lockwood (1854). 
Catherine Crowe scrisse anche alcuni libri per bambini, tra i quali le versioni di Uncle Tom's Cabin (La capanna dello zio Tom), Pippie's Warning, or, Mind Your Temper (1848), The Story of Arthur Hunter and his First Shilling (1861) e The Adventures of a Monkey (1862) per giovani lettori.

## Romanzi gialli
Adventures of Susan Hopley; or Circumstantial Evidence, il cui carattere poliziesco è suggerito sin dal sottotitolo, è uno dei primi esempi in cui è una donna a indagare sui crimini commessi. Susan Hopley è una domestica decisa a scoprire l'identità dell'omicida del signor Wentworth, un ricco commerciante di vino. Il primo indiziato è il fratello di Susan, Andrew Hopley, la cui fuga con la cameriera Mabel Jones viene considerata prova della sua colpevolezza. La trama si infittisce nel momento in cui lo stesso Andrew viene trovato morto. Susan si cimenta nelle indagini avvalendosi della collaborazione di un'altra donna, Mabel Jones. Il finale dell'opera rispecchia lo stile personale di Crowe: discostandosi dalla tradizione romantica del tempo, il finale non termina con il matrimonio della protagonista, nonostante questa prospettiva fosse ritenuta la migliore per una donna dell'epoca.
Il contesto storico-sociale in cui si svolgono le opere di Crowe è quello del ceto medio inglese e i suoi scritti rispecchiano le caratteristiche del romanzo realista. La difficile situazione in cui vivevano le donne in quel periodo, di quasi completa subordinazione agli uomini, fu evidenziata più volte dall'autrice. Crowe racconta di come le donne faticassero ad affermarsi autonomamente nella società del tempo, di come l'ignoranza, le continue pressioni sociali, la povertà e le limitate opportunità di lavoro, portassero a pessime scelte matrimoniali, alle quali esse si assoggettavano per non pesare sulla famiglia. Ciononostante i personaggi femminili di Crowe sono spesso intraprendenti e ambiziosi, e per tale ragione a queste donne emarginate dalla società l'autrice risparmiò le tipologie di morti tradizionalmente assegnate a questo genere di personaggi nei romanzi contemporanei. Il libro fu ristampato più volte e infine rielaborato e trasformato in una pubblicazione periodica a basso prezzo (penny dreadful).
Anche il romanzo Men and Women; or, Manorial Rights rientra nella categoria dei romanzi gialli: la narrazione infatti si apre con la morte di un personaggio, il signor John Eastlake, e prosegue con le indagini che si incentrano su tre possibili sospettati. Il contributo di Catherine Crowe nello sviluppo della letteratura gialla è stato ingiustamente dimenticato.

## L'influsso dello spiritualismo
La società vittoriana era affascinata dalla questione della vita dopo la morte, ma al tempo stesso quest'argomento incuteva timore. All'epoca erano dominanti le correnti del positivismo, del razionalismo e del realismo, che spingevano a spiegare e categorizzare razionalmente i fenomeni e gli eventi naturali. A questa forte propensione per il reale e il visibile si contrapponeva lo spiritualismo, dottrina che sosteneva l'esistenza di una componente spirituale nell'uomo dotata di libertà propria: la vita dopo la morte, secondo tale corrente, proseguirebbe proprio grazie a questo principio spirituale.
Catherine Crowe si interessò al soprannaturale e rimase colpita dagli scritti del tedesco Justinus Kerner, del quale nel 1845 tradusse l'opera intitolata Seherin von Prevorst, edita nel 1829. L'opera di Crowe che maggiormente risentì del suo fascino per i fenomeni ultraterreni fu The Night-Side of Nature, or, Ghosts and Ghost-seers del 1848, e fu particolarmente apprezzata da Charles Baudelaire, che ispirò l'opera con le sue teorie sulla corrispondenza tra il mondo naturale e quello dello spirito ispirarono.
Catherine Crowe è considerata la prima scrittrice britannica ad avere usato il termine poltergeist, a cui dedica un capitolo in cui tratta di preveggenza, sogni telepatici, apparizioni, doppelgänger e della vita dopo la morte. L'autrice integra questi temi soprannaturali con esperienze personali, elementi tratti dalla letteratura contemporanea, tradizioni familiari e pettegolezzi del tempo: in queste storie non di rado è presente il ritorno dei genitori defunti che offrono amore e conforto, una tipologia di fantasmi avrà in seguito molto successo. The Night-Side of Nature offre una chiara visione di quelle che erano le tradizioni del tempo e di ciò che era allora era considerato credibile.

## Opere
- 1838, Aristodemus. A Tragedy Edinburgh: William Tait
- 1841, Adventures of Susan Hopley; or Circumstantial Evidence London: Saunders & Otley, 3 volumes
- 1843, Men and Women or, Manorial Rights London: Saunders and Otley, 3 volumes
- 1847, The Story of Lilly Dawson. London: Henry Colburn, 3 volumes
- 1848, Pippie's Warning; or, Mind your Temper London: Arthur Hall & Co.
- 1848, The Night-Side of Nature, or, Ghosts and Ghost-seers London: T. C. Newby, 2 volumes
- 1850, Light and Darkness; or, Mysteries of Life London: Henry Colburn, 3 volumes
- 1852, The Adventures of a Beauty London: Colburn and Co., 3 volumes
- 1853, The Cruel Kindness. A romantic play, in five acts As performed at the Theatre Royal, Haymarket, on Monday, June 6
- 1854, Linny Lockwood. A novel London: George Routledge & Co., 2 volumes
- 1859, Ghosts and Family Legends: A Volume for Christmas London: Thomas Cautley Newby
- 1861, The Story of Arthur Hunter and His First Shilling, with other tales London: James Hogg & Sons
- 1862, The Adventures of a Monkey: An Interesting Narrative London: Dean and Son